# نارلز بارکلی
نارلز بارکلی (به انگلیسی: Gnarls Barkley) یک گروه موسیقی آمریکایی ست که با همکاری دنجر ماوس (برایان برتون) آهنگساز و سی-لو گرین (توماس کالوی) خواننده تشکیل شده. اولین آلبوم ایشان در سال ۲۰۰۶ با نام St. Elsewhere منتشر شد که در صدر جدول موسیقی انگلستان قرار گرفت.